# 福岡県農業協同組合中央会
福岡県農業協同組合中央会（ふくおかけんのうぎょうきょうどうくみあいちゅうおうかい）は、福岡県福岡市中央区に本所を置く農業協同組合中央会である。JA福岡中央会の通称が用いられる。

## 概要
福岡県内各農協・連合会の指導機関として、経営指導、情報提供、政策提言、組合員・役職員の教育等を行っている。
農協法改正により、2019年（令和元年）9月30日付で農協連合会に移行した。ただし、移行後も「中央会」の名称を引き続き使用する。
発足以来、会員農協の経営基盤強化の取組を進めており、条件の整ったところから合併による規模拡大を支援してきた。2003年（平成15年）には、県内総合農協を3農協（北九州地区・福岡地区・県南地区）に統合する構想を発表し、これに基づいて段階合併が勧められ、2013年（平成25年）には県内の総合農協の数は20となった。
その後、政府による農協改革案の提示や、信用・共済事業の収益低下見通しなどの情勢変化を踏まえ、2017年（平成29年）4月に、県内20の総合農協のほか県中央会自体や県信連なども含めて2022年までに単一農協に統合する「県域オールJA構想」を発表し、2018年（平成30年）11月の第42回JA福岡県大会で決議した。県域オールJA構想については、2019年（令和元年）6月までに、福岡市農協等の比較的収益力の高い5組合が不参加を決めたため、同年7月を予定していた合併推進本部の設立に至らなかったが、福岡県農業協同組合中央会としては引き続き研究を続けるものとした。
この結果を踏まえ、福岡県農業協同組合中央会は、2021年（令和3年）5月に新たな県域統合計画を発表した。新たな計画では、統合目標時期を2030年度とし、2025年度までに各組合の経営改革や事業連携、一部組合の合併等を進めた上で中間検証を行い、2027年度に統合実現時期を提案するものとした。また、統合構想に対する課題となっていた組合間の収益力格差等については、各組合共通の経営基盤強化指標を定めて組合間の格差縮小を図る等、合併に向けた条件整備を段階的に進めることとした。この新たな計画は、2021年（令和3年）11月の第43回JA福岡県大会で決議・採択した。

## 沿革
- 1948年（昭和23年）6月 - 前身組織の福岡県指導農業協同組合連合会（福岡県指導連）が発足[9]。
- 1954年（昭和29年）8月 - 農協法改正により福岡県指導連が解散。新たに福岡県農業協同組合中央会が発足。[10]
- 1963年（昭和38年）7月 - 20支会体制から3支所体制へ組織を再編[11]。
- 1994年（平成6年）3月 - 支所制を廃止[12]。
- 2019年（令和元年）9月 - 農協連合会に移行[1]。

## 本所・施設
- 本所
- JA福岡教育センター

## 子会社
- 株式会社JA福岡県協同情報センター